# Edward Flatau
Edward Flatau, né le 27 décembre 1868 à Płock, Pologne (alors dans l'Empire russe), décédé le 7 juin 1932 à Varsovie est un neurologue polonais. Ses travaux de la fin du XIXe siècle ont eu un certain impact dans le domaine alors en plein développement de la neurologie. Il institua les sciences de la neurobiologie et de la neuropathologie en Pologne. Il publia en 1894 un atlas du cerveau humain, fut l'auteur d'un livre fondamental sur la migraine (1912), décrivit le principe de localisation des voies longues dans la moelle épinière (1893), et en 1911 il publia avec Sterling un des premiers articles sur le spasme de torsion progressif des enfants, suggérant une origine génétique à cette maladie.

## Sa formation
Il s'inscrit en médecine en 1886 à l'université de Moscou où il subit l'influence du psychiatre Sergueï Korsakov (1854-1900) et du neurologue Alexis Kojevnikov (1836-1902). Flatau obtient son doctorat en 1892 puis va travailler six ans à Berlin dans les laboratoires d'Emanuel Mendel (1839-1907) de Waldeyer (1836-1921), d'Alfred Goldscheider (1858-1935) et d'Ernst Viktor von Leyden (1832-1910).

## Ses travaux

### L'Atlas du cerveau et de la moelle épinière

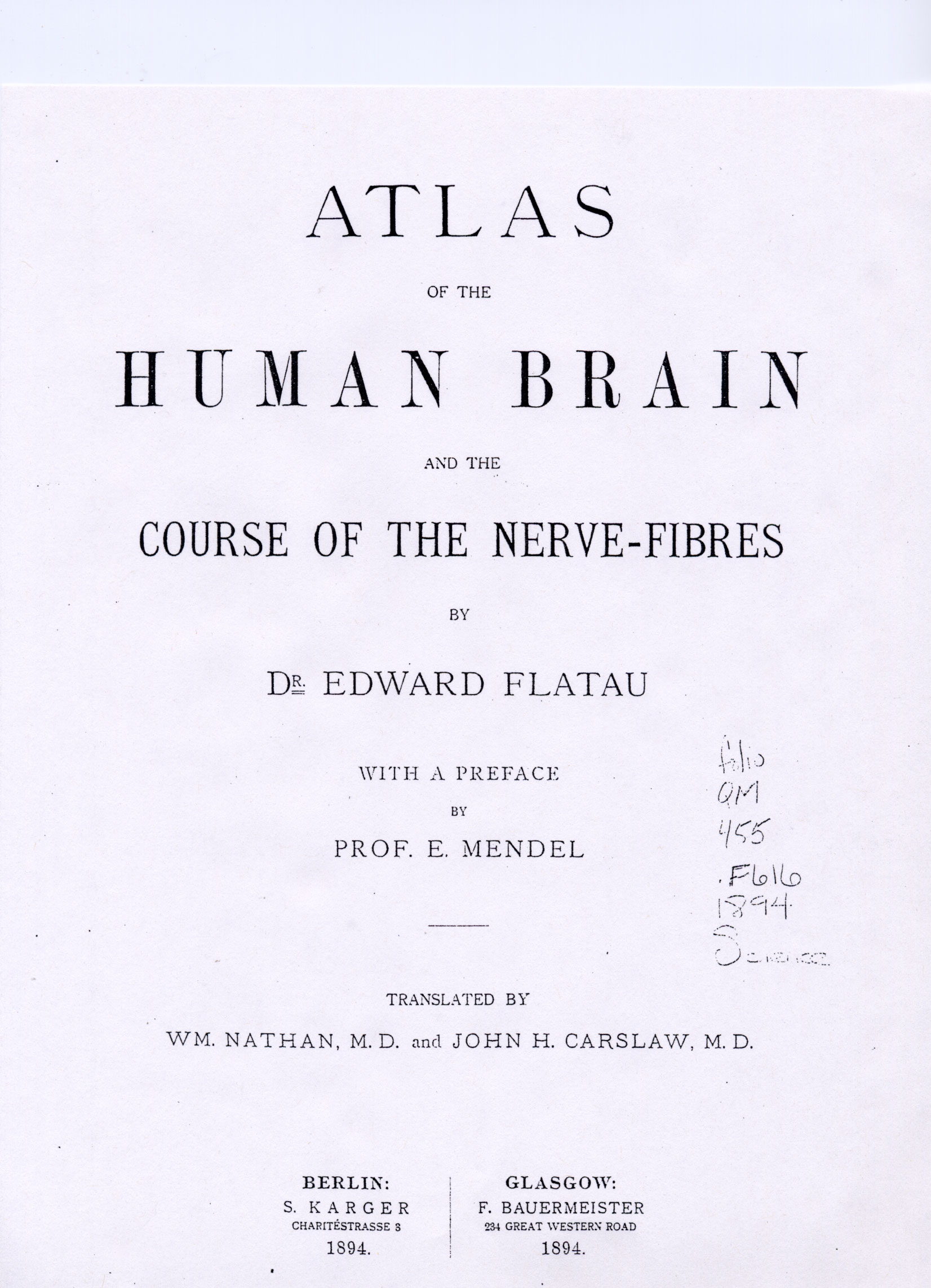
Première page de l'Atlas du cerveau humain et du trajet des fibres nerveuses (1894)

En 1894, âgé seulement de 25 ans, il rédige une œuvre d'envergure, l'Atlas du cerveau humain et du trajet des fibres nerveuses qui sera d'abord édité en allemand, anglais, français et russe, avant de paraître en polonais en 1896. Les illustrations sont des photographies de tranches de section fraîches du cerveau utilisant une exposition longue et des diaphragmes réduits. Les durées d'exposition allaient de 10 minutes pour les surfaces planes à 30 minutes pour les surfaces irrégulières.
Dans une revue de ce travail, Sigmund Freud écrivit : « Par leur clarté, ces planches doivent être considérées comme un excellent matériel éducatif et utilisées comme un outil de référence absolument fiable. Une planche schématique ouvre l'ouvrage avec un aperçu des connaissances du trajet des fibres dans le système nerveux central intégrant les apports de Mendel, Bechterew et Edinger et le travail se poursuit par différentes vues de la structure du tissu nerveux selon Golgi et Ramón y Cajal. Le prix de l'ouvrage est modique compte tenu de son degré d'achèvement et de sa beauté. L'auteur et l'éditeur méritent la gratitude de la communauté médicale pour ce travail inestimable ».

### La loi de Flatau

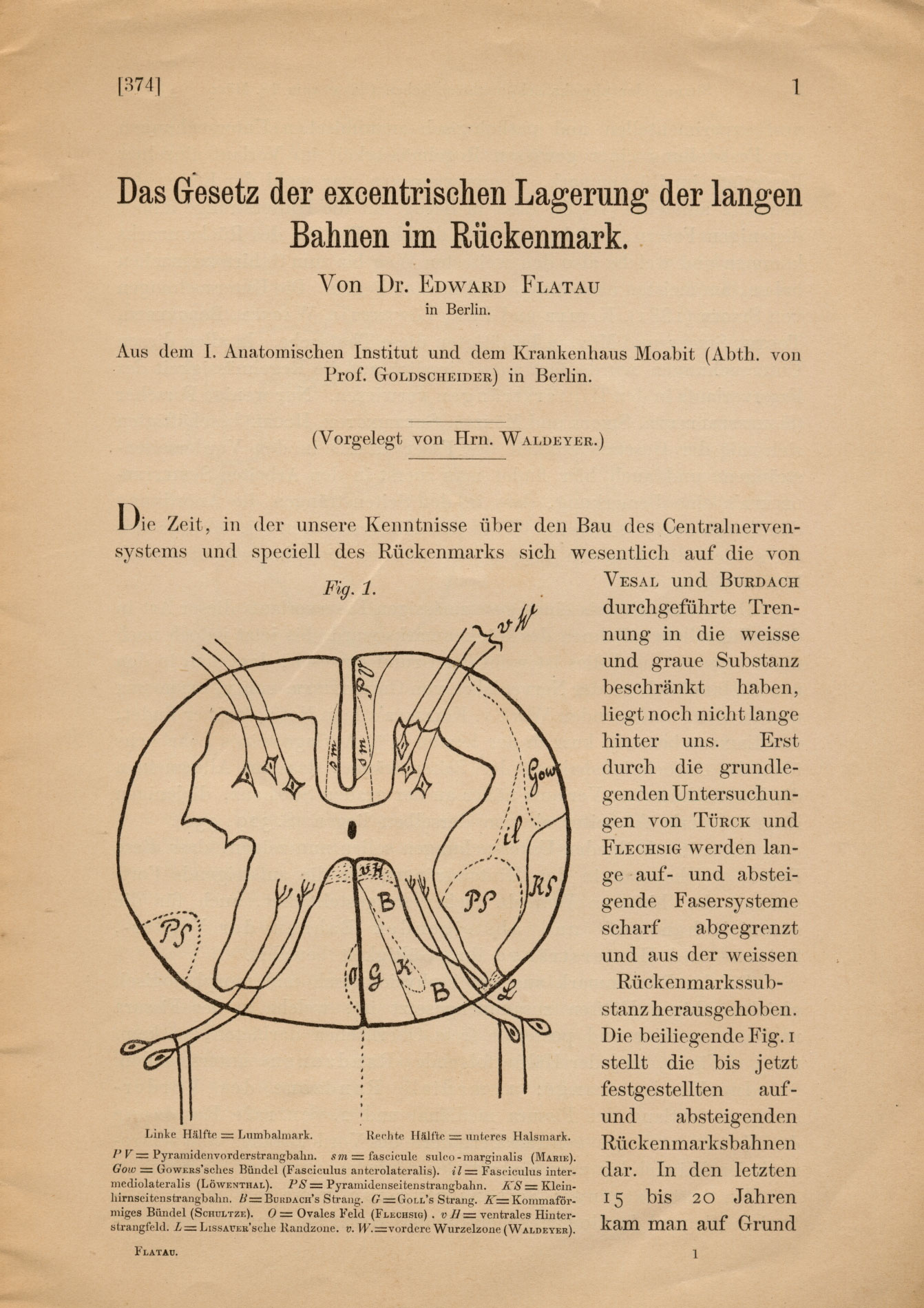
Première page de Das Gesetz der excentrischen Lagerung der langen Bahnen im Ruckenmark (« La loi de la situation excentrée des voies longues dans la moelle épinière ») publié en 1897.

Des expériences chez le chien réalisées en collaboration avec le neurobiologiste berlinois Gad l'amenèrent, en 1893, à remettre en question la loi de Bastian-Bruns sur la perte de fonction consécutive aux lésions de la moelle épinière.
C'est sur la base de nombreuses observations chirurgicales et expérimentales qu'il formula la loi selon laquelle la localisation des fibres dans la moelle épinière est d'autant plus périphérique (externe) que leur longueur est grande (loi de Flatau). Il apporta des preuves qu'il existe dans la moelle un arrangement laminaire des voies spinales. L'article consacré à ce sujet Das Gesetz der excentrischen Lagerung der langen Bahnen im Rückenmark fut publié en 1897. Ce travail lui valut aussi le titre de Ph.D. en sciences médicales de l'université de Moscou en 1899 (avec une dissertation intitulée Zakon ekscentriczeskago raspolozenia dlinnych putiej w spinnom mózgu).

### Son rôle dans la diffusion de la théorie du neurone
En 1895, Flatau s'intéressa à la théorie du neurone récemment développée par Cajal et Waldeyer et commença à la propager. Dans plusieurs publications, il chercha à unifier la physiologie et l'anatomie du neurone. Avec Alfred Goldscheider, il travailla sur la structure des cellules nerveuses et leurs changements sous des influences mécaniques, thermiques et toxiques. Leurs résultats furent d'abord publiés, en 1897 et 1898, dans les revues Fortschritte der Medizin et Gazeta Lekarska avant de paraître sous la forme d'une monographie. Ils établirent que le type des changements constatés dans les neurones pouvaient renseigner sur le type des influences auxquelles ils étaient soumis. Ce travail comprenait également une description minutieuse de l'anatomie normale  et pathologique des Ve, VIIe et VIIIe nerfs crâniens et de leurs noyaux; il suscita de nombreuses discussions et fut attaqué notamment par Nissl, qui s'opposait à la théorie du neurone.

### Ses travaux en neurologie et en neurogénétique
En 1911, Flatau publie avec Wladyslaw Sterling l'un des premiers articles consacrés au spasme de torsion progressif chez les enfants. Leur article paraît la même année que celui de Ziehen et Oppenheim sur le même sujet, mais contrairement à ce dernier, suggère une origine génétique de la maladie.
En 1927 Flatau, indépendamment d'Emil Redlich à Vienne, décrit les premiers cas d'encéphalomyélite épidémique disséminée (ou maladie de Flatau-Redlich). Flatau est alors convaincu que cette maladie est causée par un virus, ce qui sera par la suite confirmé par Mergulis. Flatau donne une description détaillée de la maladie de Schilder pour laquelle il propose le nom d'« encéphalite périaxile diffuse ».

### Travaux sur la migraine et les céphalées

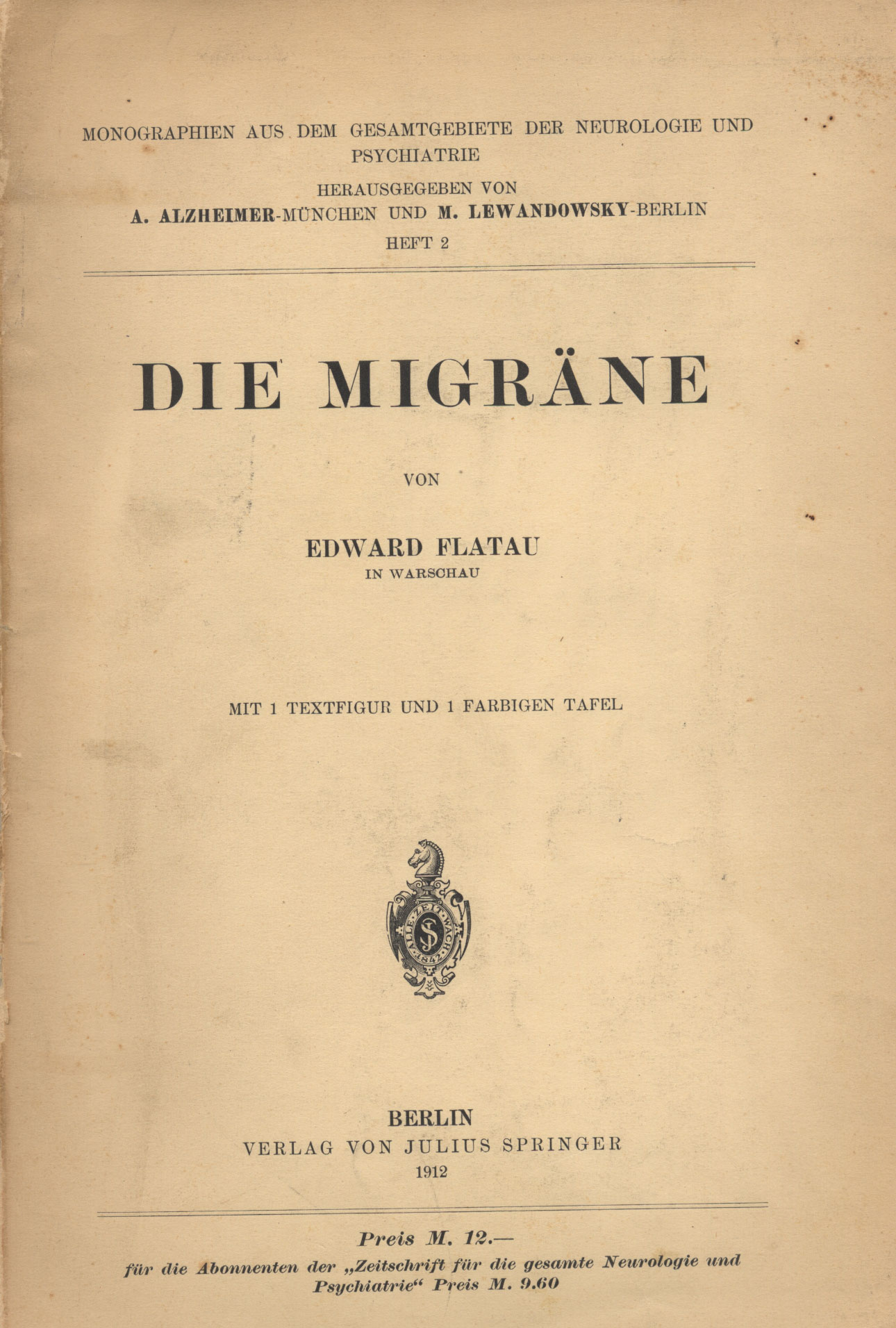
Édition allemande de 1912 de Die Migrane - Le premier traité moderne consacré à la migraine.

En 1912, il publie en allemand et en polonais la première monographie moderne entièrement consacrée eux migraines. Cet ouvrage fut réédité en 2007, 95 ans après sa publication originale et reste souvent cité dans la littérature scientifique. Une revue consacrée au contexte historique et aux aspects généraux des céphalées mentionne que « Sa monographie unique de 1912, Die Migrane, contient une étude complète et structurée des auteurs les plus anciens, des observations cliniques précises, une évaluation critique de la physiopathologie et des opinions non critiques sur les traitements, y compris les cures d'arsenic ».

## Éponymie
- Loi de Flatau (voir ci-dessus)
- Signe de Flatau ou « phénomène nuquo-mydriatique ». Décrit en 1922, ce signe consiste en une dilatation des pupilles (mydriase) survenant sous l'effet d'une flexion de la nuque lors de certaines méningites[6].

## Principales publications
- (en) Eldridge, R. Edward Flatau, Wladyslaw Sterling, Torsion Spasm in Jewish Children, and the Early History of Human Genetics, Advances in Neurology, Vol. 14, strony 105-114, edited by R. Eldridge i S.Fahn. Raven Press, New York, 1976.
- (de) Engmann, B. Nervenärzte: Deutsch-russische Wissenschaftsbeziehungen im 19. Jahrhundert auf den Gebieten Psychiatrie, Neuropathologie und Neurologie; ein biobibliographisches Lexikon. Shaker, Aix-la-Chapelle. 2018.  (ISBN 978-3-8440-5906-9).
- Herman, E. J. Historia neurologii polskiej 1975. Polska Akademia Nauk, Monografie z dziejów nauki i techniki, tome XCVII, Wroclaw (en polonais).
- Lazaros C. Triarhou, Edward Flatau (1868–1932) [w:] J. Neurol, 2007, 254:685–686, DOI 10.1007/s00415-006-0478-3.
- Naderi, S., Ture, U., Glenn P.Y., History of the spinal cord localization, Neurosurg Focus, 2004, 16 (1): E15.
- Simchowicz T., Edward Flatau, [in:] Schweizer archiv fuer neurologie und psychiatrie, 1933, t. 31, p. 165-168.
- Singer, The power of darkness, [in:] The collected stories by Isaac Bashevis Singer Farrar, Straus & Giroux; 610 stron (w tym opowiadaniu wspomniany jest warszawski lekarz Flatau).
- Śródka A, Uczeni polscy XIX-XX stulecia, tom I A-G, Agencja Wydawnicza ARIES, Varsovie, 1994,  (ISBN 83-85787-09-7).
- Triarhou, L. C., « Edward Flatau (1868-1932) », Journal of neurology, 2007, 254 strony 685-686.

## Source
- (en) Cet article est partiellement ou en totalité issu de l’article de Wikipédia en anglais intitulé « Edward Flatau » (voir la liste des auteurs).